# Free the Nipple (rörelse)

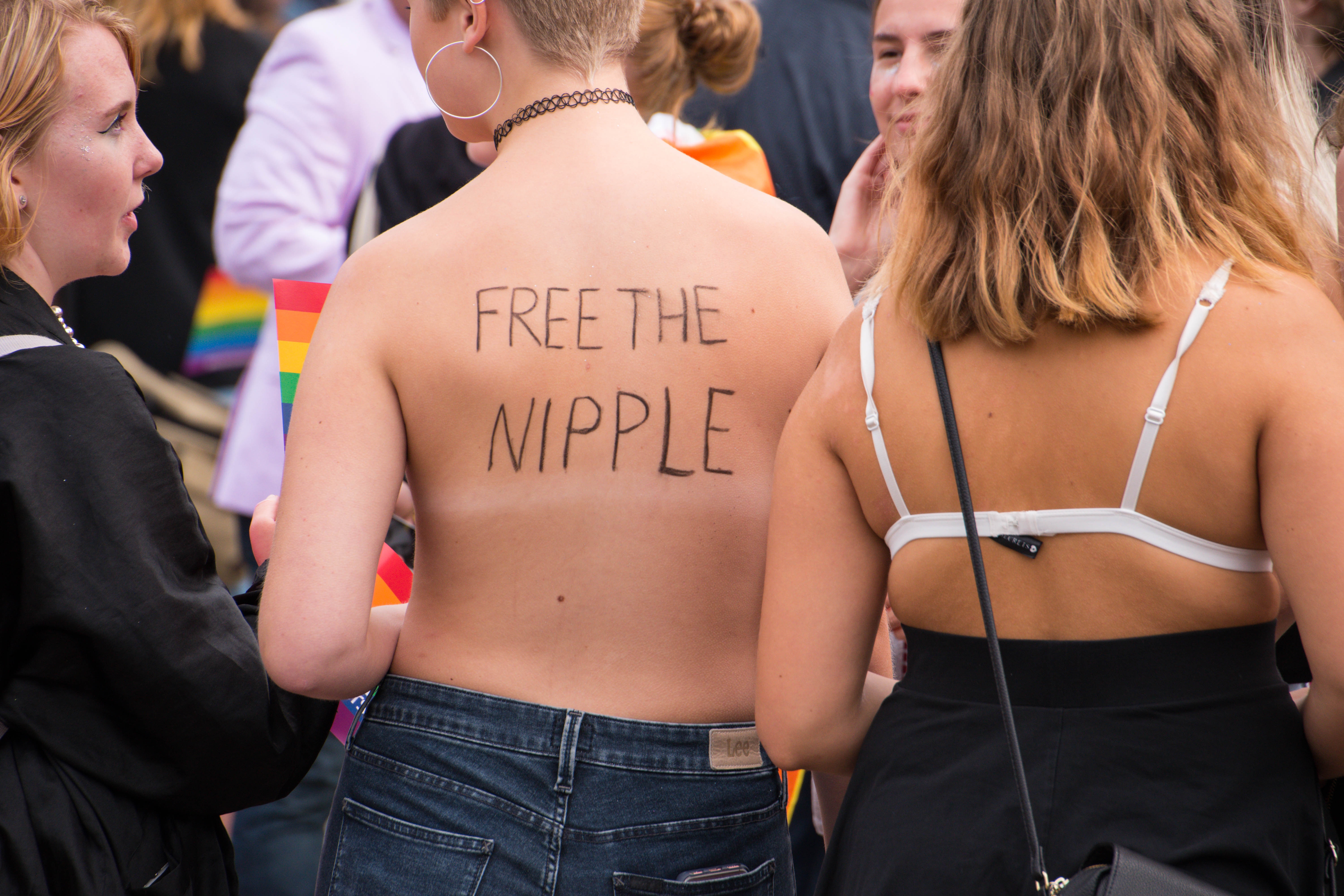
Free the Nipple vid Malmö Pride 2016.

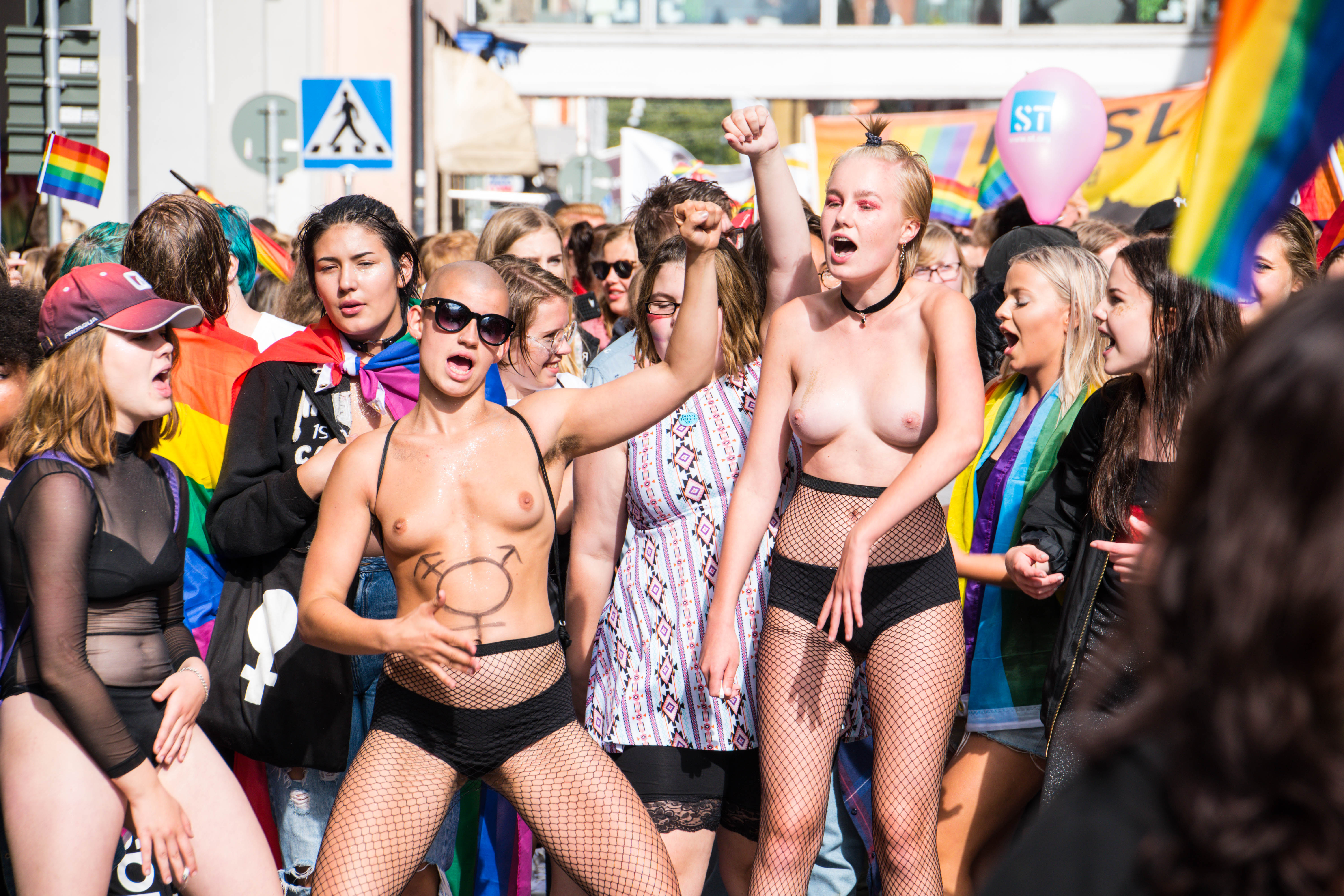
Free the Nipple vid Malmö Pride 2016.

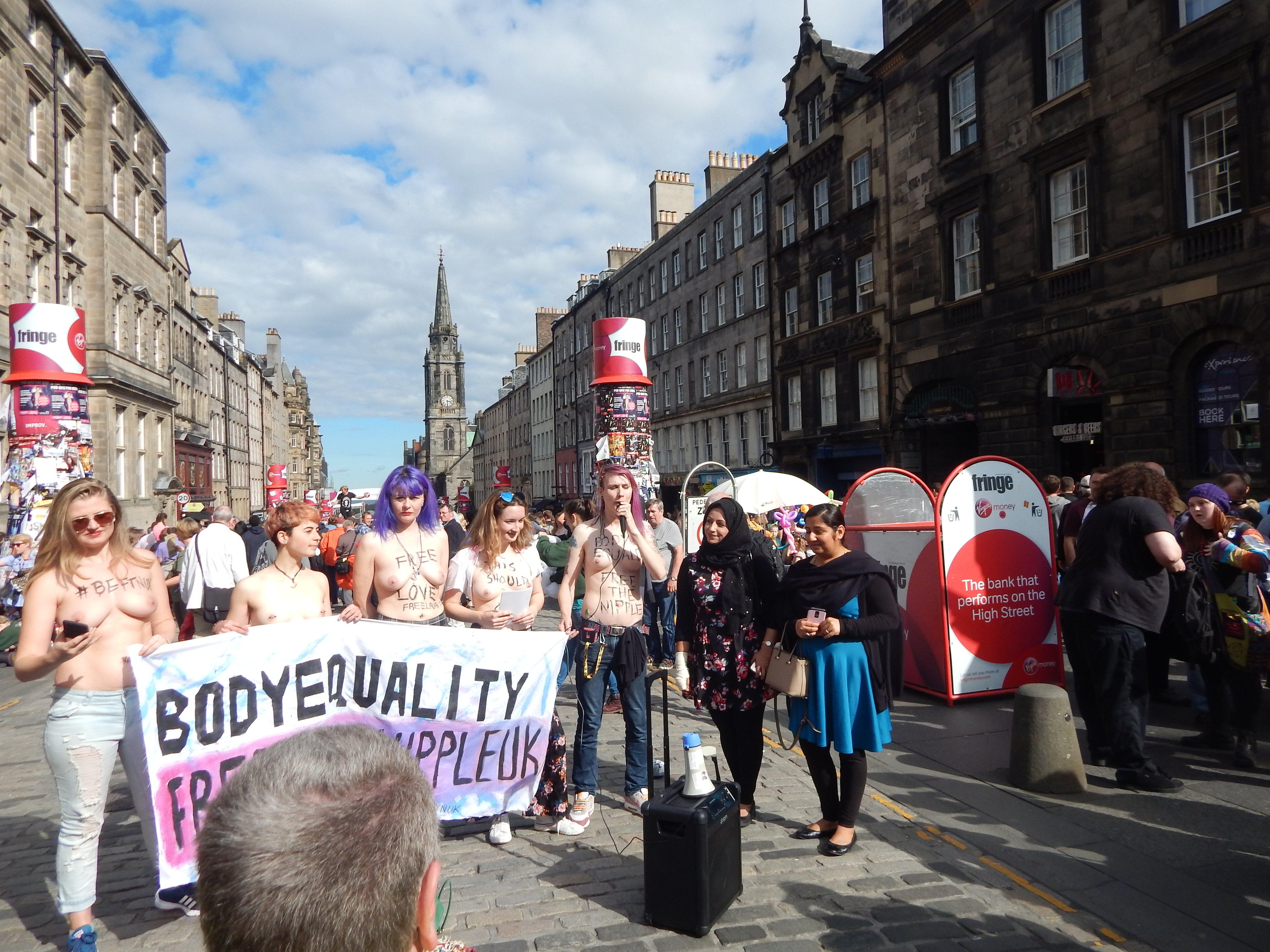
Free the Nipple i Edinburgh 2017.

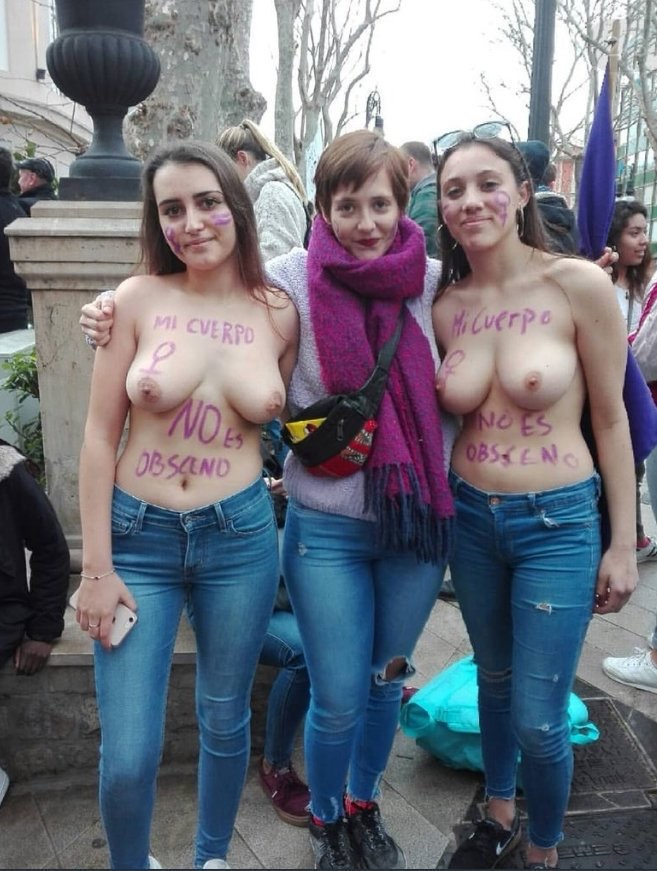
Free the Nipple på Internationella kvinnodagen Andalusien, 2018.

Free the Nipple är en rörelse med syfte att uppnå likabehandling av, och samma rättigheter för, män och kvinnor. Utgångspunkten är att kvinnors kroppar, särskilt bröst och bröstvårtor, inte ska sexualiseras. Rörelsen tog form år 2012 under förberedelserna av filmen Free the Nipple som hade premiär 2014.
Man hade uppmärksammat att det i många länder är accepterat att män i olika offentliga sammanhang kan ha bar överkropp, medan det för kvinnor i exakt samma situation inte anses acceptabelt att vara topless, och att det i vissa länder eller områden till och med är förbjudet eller brottsligt. Rörelsen ser detta som djupt orättvist och argumenterar för att det ska vara tillåtet och socialt accepterat för kvinnor att ha bara bröst och bröstvårtor, i de situationer och på de platser där det accepteras och är tillåtet för män. Kvinnor och män ska behandlas lika. Därför görs aktioner för att normalisera och avsexualisera kvinnans kropp.

## Historia
Rörelsen har rötter dels i 1960-, 1970- och 1980-talens fria badmode, dels som en reaktion mot det tidiga 2000-talets nypuritanism, det senare är tydligt i exempel som TERA 1997, Bara Bröst 2007, Go Topless Day 2008 och Femen 2009. Aktivismen fick riktning och bredare uppslutning då Lina Esco startade Free The Nipple 2012 i New York City vid inspelningen av en dokumentärfilm där hon själv sprang topless på gatorna i New York. Under arbetet lade hon ut klipp under hashtag #FreeTheNipple. År 2013 tog Facebook bort dessa klipp från sina sidor eftersom det ansågs strida mot deras riktlinjer. År 2014 postade ett antal kända kvinnor såsom Miley Cyrus, Lena Dunham, Chelsea Handler, Tove Lo, Rihanna och Chrissy Teigen bilder på sociala media för att ge stöd åt Lina Escos initiativ.
År 2015 fick ”Free the Nipple” uppmärksamhet på Island sedan en tonårig student lade ut en topless selfie och blev trakasserad för det. För att visa stöd och solidaritet för studenten och Free the Nipple lade parlamentsledamiten Björt Ólafsdóttir ut en toplessbild på sig själv.
Hösten 2015 samlades en demonstration på Slottsbacken i Uppsala under parollen Free the Nipple. Ungefär samtidigt hölls liknande demonstrationerr även i Göteborg, Malmö och Stockholm. Efter det tycks demonstrationerna i Sverige främst ha varit del i HBTQ-festivaler.
Free the Nipple har internationellt anordnat större demonstrationer i Brighton, 2016, 2017, 2018 och 2019. År 2017 hölls en demonstration för Free The Nipple i Hull.

## Rättsfall
I mars 2016 blev två unga kvinnor, Tiernan Hebron och Anni Ma, arresterade för ”indecent exposure” i anslutning till ett valmöte för senatorn Bernie Sanders i Los Angeles. De hade varit topless men med tejp-bitar över bröstvårtorna, och de hade haft texten "Free the Nipple", "Equality" och "Feel the Bern" skrivet på sina kroppar. Polisen bad dem att dölja sina bröst, men de två kvinnorna vägrade och blev därför arresterade. De hölls inlåsta i 25 timmar men blev inte åtalade för något brott och frigavs. Därefter lämnade Anni Ma en federal stämning till Los Angeles Police Department. Hon hävdade att hennes handlingar inte var oanständiga: mjölkkörtlarna är inte några sexuella organ – de har som syfte att amma barn. Hon hade inte någon gång exponerat sina "genitals" eller "private parts". Hennes advokat hävdade att hon vid tillfället aldrig var "naken" och att Kaliforniens ”indecent exposure law” endast gäller könsdelar, inte bröst. I stämningen påstods också att hennes konstitutionella rättigheter hade kränkts, att hon hade utsatts för olaglig könsdiskriminering och att federala lagar om medborgerliga rättigheter hade kränkts.
Historiskt har kvinnor i USA ibland blivit arresterade eller åtalade för ”public indecency”, ”disturbing the peace” eller ”lewd behavior” om de offentligt haft bara bröst, trots att det saknats lagligt stöd för detta. I New York state har detta dock varit tillåtet sedan omkring 1990, och när en kvinna arresterades 2005 för att hon var offentligt topless, dömde en domstol till hennes förmån och hon fick 29 000 dollar i skadestånd. En aktivist, Moira Johnston, har under lång tid rört sig topless i New York City för att ge uppmärksamhet åt att detta faktiskt är tillåtet på samma villkor som för män.
I Sverige finns inget förbud mot att kvinnor är topless, så länge man inte i handling gör sig skyldig till förargelseväckande beteende eller sexuellt ofredande.